# Ragnar Nurkse
Ragnar Nurkse (Käru, condado de Rapla, Estonia, 5 de octubre (22 de septiembre en el calendario europeo) de 1907 - Mont Pelerin, Suiza, 6 de mayo de 1959), economista estadounidense experto en desarrollo económico.

## Biografía
De origen estonio, a los diez años se trasladó con su familia a Tallin y allí estudió en el liceo alemán y, además, terminó la carrera de piano en su conservatorio. Como economista se formó en las Universidades de Tartu (1926-1929), Edimburgo (1929-32) y Viena (1932-1933), donde fue muy influido por la Escuela Austriaca de economía (participó en el seminario de Ludwig von Mises). Entre 1934 y 1935 estuvo en el Servicio de Inteligencia Económica de la Sociedad de Naciones. Al ser invadido su país por los nazis, emigró a los Estados Unidos en 1940 y se estableció en Princeton y se nacionalizó estadounidense. Fue profesor y catedrático de la Universidad de Columbia en Nueva York hasta su muerte (1945-1959) y está enterrado en el cementerio suizo de Vevey. Fue un temprano expositor de la doctrina del crecimiento equilibrado.
Sostuvo que el crecimiento efectivo depende de numerosos factores, especialmente de la inversión sincronizada en una amplia esfera de industrias diferentes. Es autor de Problemas de formación de capital en los países insuficientemente desarrollados (1953) y de Equilibrio y crecimiento en la economía mundial (1961). Siguió la tesis de Paul N. Rosenstein-Rodan y anticipó gran parte de las ideas de sir William Arthur Lewis (1915-1990) al destacar el papel fundamental del ahorro y la formación de capital en el desarrollo económico, de forma que la ausencia de microcréditos impedía el desarrollo del tercer mundo, lo que llamó círculo vicioso del subdesarrollo o círculo vicioso de la pobreza. Su exposición se encuentra en su libro Problemas de formación de capital en los países en vías de desarrollo:
- Si un país es pobre no tiene capacidad de ahorro.
- Un país sin capacidad de ahorro no puede invertir.
- Sin inversiones no se incrementa la productividad nacional.
- Sin incrementar la productividad no se puede aumentar la riqueza de un país.
- Por lo que un país pobre permanecerá pobre a no ser que consiga financiación de otros países.

## Aportes a lateoría del desarrollo
Para entender los aportes a esta Teoría, hay que tener en cuenta la ecuación fundamental de la macroeconomía: el producto interior bruto de un país es igual al Consumo (C), más la Inversión (I) (que se financia mediante el ahorro, ya sea público, privado, nacional o internacional), más el gasto público (G), más las exportaciones (X) y menos las importaciones (M):
PIB = C + I+ G+ (X-M)
De esta ecuación se desprende que para generar inversión se necesita que exista formación de ahorro tanto nacional como internacional. Las instituciones financieras privadas y públicas son el cauce fundamental entre el ahorro y la inversión. Su eficiencia o ineficiencia es un factor determinante en el crecimiento económico de los países.
Si un país no tiene capacidad de ahorro interno, tiene que depender del ahorro externo; pero, según afirmaba el economista Nurkse, "el capital se hace en casa". Con esto quería decir que la mayoría de las inversiones y de las empresas productivas de un país se financian con recursos internos. Para Nurkse el ahorro externo, ya sea en forma de ayuda al desarrollo o en Inversión Privada Directa, sólo financia un pequeño porcentaje del total de las necesidades de inversión de un país. Por lo tanto, el ahorro interno es el pilar fundamental del desarrollo del sector financiero, ya que a largo plazo los inversionistas nacionales son una fuente de inversión más estable que los extranjeros, que por lo general tienen menos vínculos con el mercado local. Ante esta situación, Nurkse proponía que, para un país pobre y, por tanto, con limitada capacidad de ahorro, los gobiernos deben intervenir activamente en la formación del capital (o de la inversión) y del ahorro nacional.

## Teoría de Nurske en la actualidad
Hoy en día resulta difícil implementar la solución de Nurkse.
El problema es que las instituciones financieras, especialmente en los países en vías de desarrollo, son ineficientes porque no alcanzan a los más desfavorecidos. A pesar de que está demostrado que los pobres tienen capacidad de ahorrar y de repagar sus préstamos, la mayoría de la población de estos países no tiene acceso a los servicios financieros formales.
Existen dos tipos de barreras que explican esta falta de cobertura de las instituciones financieras:
- Por una parte las barreras derivadas de la falta de información sobre el prestatario. Las instituciones financieras asumen riesgos y costes muy altos al prestar a personas con escasos recursos, a los cuales no conocen, que carecen de información contable-financiera sobres sus negocios y que solicitan préstamos de pequeña cuantía.

- Por otro lado las barreras derivadas de la falta de garantías. Las personas con escasos recursos difícilmente pueden presentar ningún tipo de las garantías (reales o personales) requeridas por las instituciones financieras para avalar los préstamos que solicitan.

Ante la imposibilidad de obtener servicios de ahorro y crédito en las instituciones financieras, las personas con escasos recursos se ven forzadas a recurrir a agiotistas o usureros que les hacen pagar intereses desorbitados que pueden llegar a ser del 10 % diario.
Para paliar esta ineficacia de las instituciones financieras, desde mediados de los años setenta han surgido en todo el mundo en desarrollo instituciones de microfinanzas o microcréditos que pretenden dar servicios financieros en pequeñas cantidades, tanto de ahorro como de crédito, a los más desfavorecidos. Las instituciones de microfinanzas pertenecen a distintos sectores: Organizaciones No Gubernamentales, Fundaciones, Bancos Comerciales, Cooperativas y Cajas de Ahorro entre otras. Estas instituciones propugnan que no es que los países pobres carezcan de capacidad de ahorro, como afirma Nurkse, sino que de lo que carecen es de los medios institucionales para realizarlo.
Las instituciones de microfinanzas han ideado diversos instrumentos con el fin de superar las barreras antes mencionadas. Característico del Banco Grameen es el concepto de grupo solidario para ofrecer garantía de préstamos o la implicación de la institución en las actividades de sus clientes, lo que proporciona tasas de repago de préstamos más altas que las instituciones financieras formales (en torno al 92%). Uno de los fundamentos básicos del Banco Grameen es el de romper el círculo vicioso de la pobreza, dando acceso a servicios financieros a los más desfavorecidos. Por lo tanto, se puede ver la similitud entre este fundamento y la teoría de Nurkse, que propugnaba que la generación de ahorro interno es fundamental para que un país escape del círculo de la pobreza. En lo que difieren es en los medios para conseguirlo; Nurkse proponía una activa intervención estatal en formación del ahorro y de la inversión, y en cambio las instituciones de microfinanzas postulan que lo que se debe dar es un acceso mucho más universal de los servicios financieros.
Tener facilidades de crédito y de ahorro no sólo ayuda a mejor la situación de las personas con escasos recursos, sino que es un medio para desarrollar una nación. Según estudios realizados por el Banco Mundial, un incremento del 10% en la intensidad de la actividad financiera (pasivos líquidos) lleva asociado un aumento del 2,8 % del crecimiento del PIB per cápita. La economía de un país no puede crecer adecuadamente si gran parte de su población se queda al margen de su sistema financiero.

## Obras
- "The Schematic Representation of the Structure of Production", RES, 1934.
- Conditions of International Monetary Equilibrium, 1945.
- Problems of Capital-Formation in Underdeveloped Countries ("Problemas de formación de capital en los países insuficientemente desarrollados"), 1953
- Patterns of Trade and Development, 1959
- Equilibrium and Growth in the World Economy ("Equilibrio y crecimiento en la economía mundial"), 1961